# Tompkins Square Park
Tompkins Square Park es un parque de cuatro hectáreas del East Side de Manhattan en Nueva York, situado al este del East Village en el corazón de Alphabet City del cual es el verdadero pulmón y símbolo identificador.

## Historia
Diseñado hacia el año 1850, se convirtió en parque público en 1870. Debe su nombre al antiguo gobernador de Nueva York, Daniel D. Tompkins, vicepresidente de los Estados Unidos bajo la presidencia de James Monroe. Fue célebre lugar de levantamientos sociales, como  el del 13 de enero de 1874 debido al paro y la pobreza. Se considera igualmente como la «guardería» de la discusión contra la Guerra de Vietnam en los años sesenta, propiciada por la población joven y hippy del East Village. En los años ochenta, el parque Tompkins Square fue para los neoyorquinos sinónimo de miseria social y de inseguridad, con una importante población de vagabundos, drogadictos y traficantes de drogas. En agosto de 1988, como respuesta a una decisión de la policía de evacuar el parque de personas sin-techo, y de instaurar un toque de queda, explotaron nuevos disturbios violentos la noche del 6 al 7 de agosto, que fueron reprimidos por la policía.
Con el cambio de población en los años 1990, el barrio en su conjunto se modificó profundamente. Una nueva población joven, de artistas o de familias de clase media, se instaló en East Village. El parque volvió entonces a ser un lugar tranquilo y seguro, donde coexisten en armonía diferentes clases sociales y grupos étnicos.

## Actividades
- El parque es célebre en Nueva York por sus majestuosas hayas, y sus espacios reservados a los perros.
- Todos los fines de semana se desarrollan numerosas actividades (pequeños conciertos improvisados, espectáculos, demos de skate y roller...)
- Todos los sábados, a lo largo de la Avenida A, el parque es el emplazamiento de un pequeño mercado biológico.
- Todos los años, en verano, se celebra en el parque el Charlie Parker Jazz Festival.
- El parque es un lugar importante para la comunidad Hare Krishna, porque aquí su gurú Bhaktivedanta Prabhupada comenzó a predicar (en 1966).